# Dietrich al II-lea de Luzacia
Dietrich al II-lea (n. 989 d.Hr. – d. 19 noiembrie 1034), aparținând Casei de Wettin, a fost conte de Wettin și primul margraf al Mărcii de Luzacia din 1032 sub numele Dietrich I. A fost, de asemenea, conte de Schwabengau din 1015 și conte de Eilenburg din 1017.

## Biografie
Dietrich a fost fiul contelui Dedo I de Wettin și al soției sale, Thietburge, fiica lui Dietrich de Haldensleben, margraf al Mărcii de Nord.
În 1009, de Crăciun, Dietrich a fost înfeudat de regele german Henric al II-lea, în Pöhlde, cu comitatul și toate celelalte feude ale tatălui său care includeau comitatul Hassegau în nord. În 1017, după moartea unchiului său Frederic I de Eilenburg, Henric al II-lea i-a acordat, de asemenea, comitatul Eilenburg.
Împreună cu margraful Herman I de Meißen, fiul margrafului Eckhard I, Dietrich a fost în 1018 unul dintre martorii semnării Păcii de la Bautzen care a pus capăt războiului dintre Henric al II-lea și regele Boleslav I al Poloniei desfășurat începând din 1002. Când războiul a izbucnit din nou sub conducerea fiului lui Boleslav, Mieszko al II-lea, Dietrich a organizat lupta împotriva Poloniei. Potrivit cronicarului Annalista Saxo, în 1030 Dietrich a fost singurul care s-a opus efectiv lui Mieszko reușind în cele din urmă să-l alunge. În jurul anului 1032 Dietrich a devenit margraf al Luzaciei. La 19 noiembrie 1034 Dietrich a fost ucis de susținătorii cumnatului său, margraful Eckhard al II-lea.

## Căsătorie și descendenți
Dietrich s-a căsătorit cu Mathilda, fiica margrafului Eckhard I de Meissen. Copiii lor au fost:
- Dedi (n.c. 1010 – d. 1075), margraf de Luzacia (sub numele Dedo I);
- Frederic (n.c. 1020; d. 18 aprilie 1084), episcop de Münster;
- Gero (n.c. 1020 – d. 1089), conte de Brehna;
- Thimo (n. înainte de 1034 – d. 1091), conte de Wettin;
- Conrad, conte de Camburg;
- Rikdag;
- Hidda, căsătorită cu ducele Spytihněv al II-lea al Boemiei (n. 1031 – 1061).